# (2545) Verbiest
(2545) Verbiest est un astéroïde de la ceinture principale découvert le 26 janvier 1933 à Uccle par l'astronome belge Eugène Joseph Delporte.

## Historique
Sa désignation provisoire, lors de sa découverte le 26 janvier 1933, était 1933 BB.
L’astéroïde porte le nom du missionnaire et astronome belge Ferdinand Verbiest.

## Caractéristiques
Sa distance minimale d'intersection de l'orbite terrestre est de 0,971 882 ua.